# Monstre d'Udine
Le Monstre d'Udine (en italien : Mostro di Udine) est un tueur en série qui est l'auteur d'au moins quatre meurtres dans la province d'Udine, en Italie, entre les années 1971 et 1991.

## Meurtres
Le nombre officiel de meurtres attribués au Monstre d'Udine est de quatre, mais il pourrait y en avoir plus (jusqu'à seize).
Les victimes ont été retrouvées avec une incision béante en forme de « S  » sur leur abdomen,  coupées et nettoyées avec un soin extrême, sans doute avec un scalpel ou quelque chose de similaire. L'incision de la coupe est très proche de celle d'une césarienne, ce qui a convaincu la police que le tueur pourrait être médecin, mais la police n'a jamais pu résoudre l'enigme .
Liste de quatre victimes présumées :
- Maria Carla Bellone, tuée en 1980;
- Luana Giamporcaro, tuée en 1983;
- Aurelia Januschewitz, tuée en 1985;
- Marina Lepre, tuée en 1989.